# Muhammad Qamar Ibrahim
Muhammad Qamar Ibrahim, född den 14 januari 1968 i Karachi, Pakistan, är en pakistansk landhockeyspelare.
Han tog OS-brons i herrarnas landhockeyturnering i samband med de olympiska landhockeytävlingarna 1992 i Barcelona.